# تپه بتکی
تپه بتکی مربوط به دوران پیش از تاریخ ایران باستان است و در شهرستان سلسله، روستای بتکی واقع شده و این اثر در تاریخ ۱۰ مهر ۱۳۸۰ با شمارهٔ ثبت ۴۰۶۹ به‌عنوان یکی از آثار ملی ایران به ثبت رسیده است.